# Demolition
Demolition je četrnaesti studijski album britanskog heavy metal sastava Judas Priest. Album je 16. srpnja 2001. godine objavila diskografska kuća Steamhammer. Drugi i posljednji je album s pjevačem Timom Owensom. Također je jedini studijski album Judas Priesta na kojem se nalazi logotip Parental Advisoryja zbog pjesama "Machine Man" i "Metal Messiah".

## O albumu
Nakon podijeljenih recenzija i mišljenja o albumu Jugulator, sastav je pokušao prosuditi što je točno pošlo po zlu i utvrdio je da se obožavateljima više sviđa stil starijih albuma. Album Demolition bio je amalgam riffova s albuma Jugulator, glazbenih elemenata Judas Priesta iz osamdesetih godina 20. stoljeća i dodatnih elemenata nu metala kao što samplovi, rap i ritmovi preuzeti iz žanra industriala. Na kraju je dobio niže ocjene od Jugulatora. Godine 2003. pjevač Rob Halford vratio se u sastav. Tim Owens rekao je da mu je to omiljeni album koji je snimio sa sastavom.
Godine 2018. Owens je izjavio da bi albume Jugulator i Demolition trebalo ponovno snimiti.
Gitarist sastava Richie Faulkner rekao je da mu je pjesma "Hell Is Home" omiljena pjesma s albuma.

## Popis pjesama
| Br. | Skladba           | Trajanje |
| --- | ----------------- | -------- |
| 1.  | »Machine Man«     | 5:35     |
| 2.  | »One on One«      | 6:45     |
| 3.  | »Hell Is Home«    | 6:18     |
| 4.  | »Jekyll and Hyde« | 3:20     |
| 5.  | »Close to You«    | 4:28     |
| 6.  | »Devil Digger«    | 4:46     |
| 7.  | »Bloodsuckers«    | 6:18     |
| 8.  | »In Between«      | 5:41     |
| 9.  | »Feed on Me«      | 5:29     |
| 10. | »Subterfuge«      | 5:13     |
| 11. | »Lost and Found«  | 4:57     |
| 12. | »Cyberface«       | 6:46     |
| 13. | »Metal Messiah«   | 5:13     |

## Zasluge
| Judas Priest - Scott Travis – bubnjevi - Ripper Owens – vokali - Glenn Tipton – gitara, produkcija - K. K. Downing – gitara - Ian Hill – bas-gitara Dodatni glazbenici - Don Airey – klavijature | Ostalo osoblje - Mick Hutson – fotografije - Benjamin Davies – slike na stražnjoj strani omota - Mark Wilkinson – omot albuma - Sean Lynch – koprodukcija - Jon Astley – mastering |